# Ладдингтон, Дональд
Сэр Дональд Коллин Камин Ладдингтон (англ. Sir Donald Collin Cumyn Luddington 18 августа 1920, Эдинбург, Великобритания — 26 января 2010, Изингвуд, Йоркшир, Великобритания) — британский государственный и колониальный деятель, генерал-губернатор Британских Соломоновых островов (1974—1976).

## Биография
Окончил Сент-Эндрюсский университет.
В 1940—1946 гг. — в составе британской армии участвовал во Второй Мировой войне.
В 1949—1959 гг. — на различных должностях в колониальной администрации Гонконга: секретариате по китайским делам, гонконгской полиции, колониальном секретариате и в отделе торговли и промышленности.
В 1960-х гг. — министр обороны и главный помощник Колониального Секретаря, затем — заместитель министра внутренних дел и заместитель директора департамента торговли и промышленности.
В 1969 гг. — начальник окружной полиции, затем — мировой судья.
В 1971—1973 гг. — секретарь внутренних дел Гонконга.
В 1974—1976 гг. — губернатор Соломоновых Островов. В годы его правления состоялся визит королевы Елизаветы II, была принята новая конституция, установившая парламентскую демократию и министерскую систему управления, был продолжен курс на усиление самоуправления Соломоновых островов.
В 1977—1978 гг. — председатель Комиссии по вопросам государственной службы в Гонконге.
в 1978—1980 гг. — специальный уполномоченный Независимой комиссии по борьбе с коррупцией (ICAC) в Гонконге.
С 1980 г. в отставке.